# Clotaire Cornet
Clotaire Camille Ghislain Joseph Cornet (Luttre, 1 maart 1906 - Montigny-le-Tilleul, 30 januari 2001) was een Belgisch volksvertegenwoordiger en burgemeester.

## Levensloop
Cornet promoveerde tot doctor in de geneeskunde en vestigde zich in 1933 als huisarts in Montignies-le-Tilleul.
Bij de gemeenteverkiezingen van 1938 werd hij verkozen op een socialistisch-liberale kartellijst, waar hij lijstduwer op was, en werd onmiddellijk burgemeester. Hij bleef dit ambt bekleden tot hij in 1976 ontslag nam en werd opgevolgd door zijn zoon, Philippe Cornet (1936). 
In 1940 was hij oorlogsvrijwilliger en tijdens de oorlog trad hij toe tot het gewapend verzet. 
In 1954 werd hij als liberaal volksvertegenwoordiger verkozen voor het arrondissement Charleroi en oefende dit mandaat uit tot in 1969. Van 1965 tot 1968 was hij ondervoorzitter van de Kamer. In het parlement werd hij heel wat jaren later opgevolgd door zijn kleindochter, Véronique Cornet (1968-2015). 